# Journal of Cellular Plastics
Das Journal of Cellular Plastics, abgekürzt J. Cell. Plast., ist eine wissenschaftliche Fachzeitschrift, die vom SAGE-Verlag veröffentlicht wird. Die Zeitschrift erscheint mit sechs Ausgaben im Jahr. Es werden Arbeiten veröffentlicht, die sich mit Fortschritten in der technologischen Anwendung von geschäumten Plastikmaterialien beschäftigen.
Der Impact Factor lag im Jahr 2014 bei 1,661. Nach der Statistik des ISI Web of Knowledge wird das Journal mit diesem Impact Factor in der Kategorie angewandte Chemie an 29. Stelle von 72 Zeitschriften und in der Kategorie Polymerwissenschaft an 40. Stelle von 82 Zeitschriften geführt.